# Khowai River
Khowai River är ett vattendrag i Bangladesh, på gränsen till Indien. Det ligger i den östra delen av landet, 130 km nordost om huvudstaden Dhaka.
Trakten runt Khowai River består till största delen av jordbruksmark. Runt Khowai River är det mycket tätbefolkat, med 1 463 invånare per kvadratkilometer.